# كأس ملك إسبانيا 1998–99
كأس ملك إسبانيا 1998–99 (بالإسبانية: Copa del Rey de fútbol 1998-99)‏ هو الموسم 95 من كأس ملك إسبانيا. أشرف على تنظيمه الاتحاد الملكي الإسباني لكرة القدم، وكان عدد الأندية المشاركة فيه 68، وفاز فيه نادي فالنسيا.